# ضلكوت (المهرة)
ضلكوت هي إحدى قرى عزلة حبروت بمديرية شحن التابعة لمحافظة المهرة، بلغ تعداد سكانها 23 نسمة حسب تعداد اليمن لعام 2004.